# 中国政府太平洋岛国事务特使列表
中国政府太平洋岛国事务特使是中华人民共和国政府任命的特使，主要职责为推动中华人民共和国与太平洋岛国全方位交流合作。

## 历任特使列表

### 中国政府太平洋岛国事务特使（2023年至今）
2022年5月，中国政府宣布将任命中国政府太平洋岛国事务特使。
| 姓名 | 任命      | 免职 | 外交衔级 | 外交职务 | 备注 | 备注 |
| ---- | --------- | ---- | -------- | -------- | ---- | ---- |
| 钱波 | 2023年2月 | 现任 | 大使     | 特使     |      |      |